# ماركوس باتيلاينن
ماركوس باتيلاينن (بالفنلندية: Markus Paatelainen)‏ هو لاعب كرة قدم فنلندي في مركز الوسط، ولد في 23 يناير 1983 في فالكياكوسكي في فنلندا. شارك مع منتخب فنلندا تحت 21 سنة لكرة القدم. أما مع النوادي، فقد لعب مع نادي أبردين ونادي إنفرنيس ونادي كاودينبيث ونادي ماريهامن وهونكا.

## وصلات خارجية
- ماركوس باتيلاينن على موقع قاعدة بيانات كرة القدم.إي يو (الإنجليزية)
- ماركوس باتيلاينن على موقع Soccerbase.com (لاعب) (الإنجليزية)